# Alois Wildenauer
Alois Wildenauer (* 29. April 1877 in Wien; † 24. Juli 1967) war ein österreichischer römisch-katholischer Geistlicher, Bergsteiger, Höhlenforscher und Sachbuchautor.

## Leben
Alois Wildenauer, Kind einfacher Eltern, wurde im 4. Wiener Gemeindebezirk geboren. Als Stipendiat besuchte er das Knabenseminar Hollabrunn. Am 25. Juli 1900 wurde er zum Priester geweiht und anschließend als Kooperator (Kaplan) in Lichtenwörth bei Wiener Neustadt eingesetzt. Gleichzeitig studierte er an der Universität Wien Geschichte und Deutsch. Im Juli 1906 promovierte er zum Doktor der Philosophie. Von 1911 bis 1921 betreute er die Pfarre Grünbach am Schneeberg und erforschte dabei in seiner Freizeit zahlreiche Kletterrouten auf der Hohen Wand. Anschließend war er kurzzeitig nach Wiener Neustadt versetzt und wurde danach Dompropst der Votivkirche. Wenig später wurde er zum Prälat ernannt und später zum Domkustos.
1957 erlitt er einen Schlaganfall, an dessen Folgen er bis zu seinem Ableben litt.
Wildenauer war Präsident des Österreichischen Touristenklubs und Mitglied bei zahlreichen anderen alpinen Vereinen. Als Bergsteiger gilt er als der Erschließer der Hohen Wand.

## Ehrungen

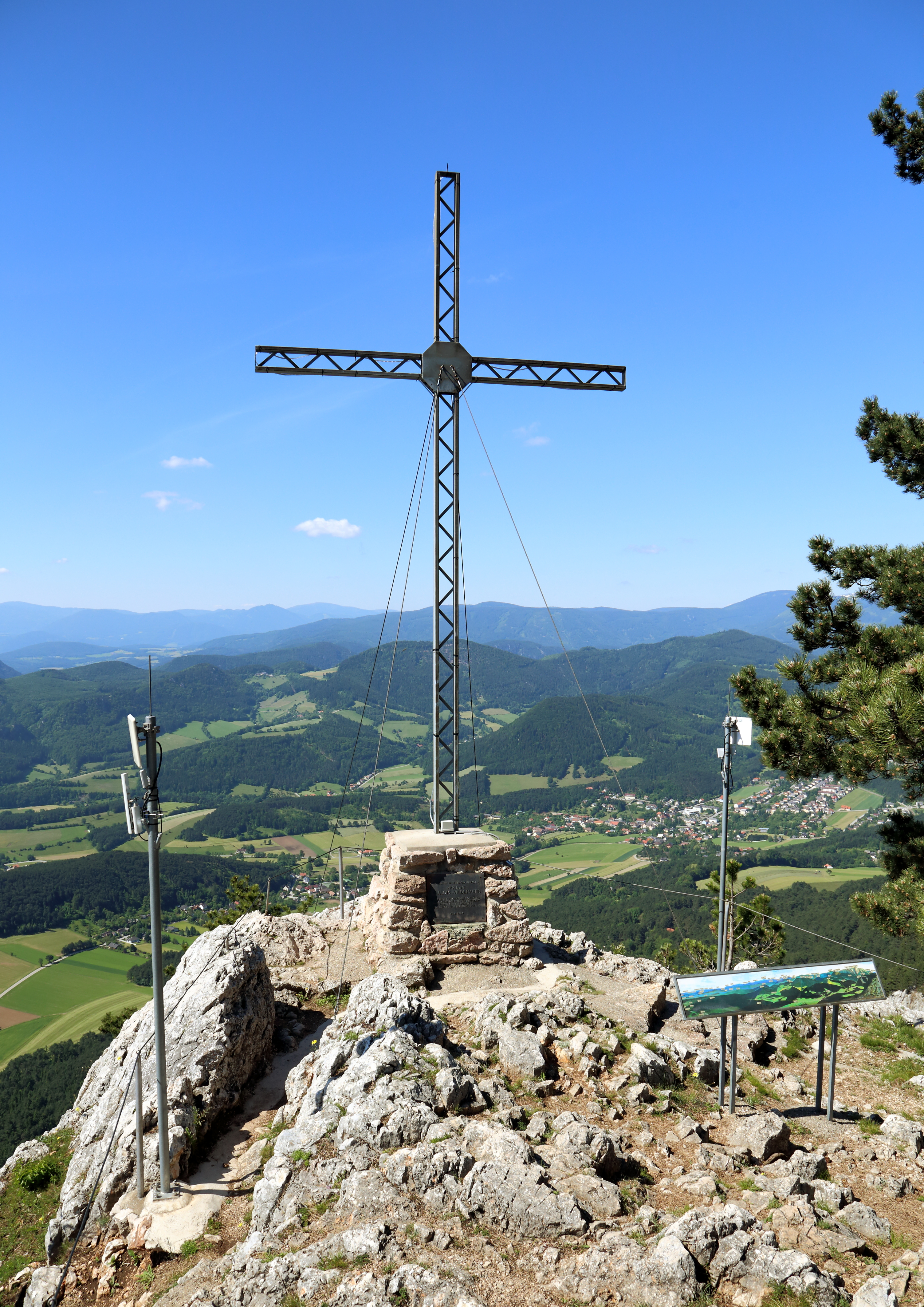
Wildenauer-Gedenkkreuz an der Großen Kanzel auf der Hohen Wand

Wildenauer war Ehrenpräsident des Österreichischen Touristenklubs, Ehrenmitglied des Österreichischen Alpenklubs, Ehrendoktor der Universität Wien und Ehrenmitglied der Katholisch akademischen Verbindung Danubia im Österreichischen Cartellverband sowie Träger des Großen Ehrenzeichens für Verdienste um die Republik Österreich.

## Publikationen
- Kletterführer für die Hohe Wand und ihre nächste Umgehung. Herausgegeben von der Sektion Wiener-Neustadt des Österreichischen Touristenklub, 151 Seiten, Wiener Neustadt um 1919
- Der Ruf der Berge. Lebensgeschichte eines österreichischen Bergsteigers. Im Auftrag des Verfassers bearbeitet und herausgegeben von S. Walcher, 472 Seiten, Verlag Mayer & Comp., Wien 1948